# یو هوی-هیونگ
یو هوی-هیونگ (انگلیسی: Yu Hui-hyeong؛ زادهٔ ۱۰ مارس ۱۹۴۹) بازیکن بسکتبال اهل کره جنوبی بود. وی در بازی‌های المپیک تابستانی ۱۹۶۸ شرکت کرده‌است.